# ジェミニキング
ジェミニキング（欧字名:Gemini King、2016年5月28日 - ）は、日本の競走馬。2023年の阪神スプリングジャンプの勝ち馬である。
馬名の意味は、双子座の王様。

## 戦績

### 3歳・4歳（2019年・2020年）
デビュー前に去勢された。3歳5月の新潟競馬場第3レース・3歳未勝利戦（ダート1800m）でようやくのデビューを飾ったが、最下位10着に敗れる。その後も掲示板にすら入れないレースが続き、10月14日付でJRAより転出・名古屋競馬場の西川毅厩舎に転厩した。転厩後初戦となった11月のC15組（ダート1400m）で念願の初勝利を飾ると、その後も順調に勝利を重ね、最終的に出走9回で1着5回・2着3回の成績を収めた。2020年9月14日付でJRAに転入、栗東の服部利之厩舎に入厩した。しかしJRAの平地競走では相変わらず掲示板外が続いた。

### 5歳（2021年）
5歳となった2021年、陣営は障害競走への路線変更を決断。転向初戦となった小倉競馬場・障害4歳以上未勝利戦でJRAでは初めての掲示板入りとなる4着に好走。次走の小倉競馬場・障害4歳以上未勝利戦は初めての複勝圏となる3着に入った。しかしその後のレースは掲示板外が続き、結局年内にJRA初勝利を挙げることはできなかった。

### 6歳（2022年）
6歳シーズンは3月の阪神競馬場・障害4歳以上未勝利戦で2着に入り初めて連対すると、4月の福島競馬場・障害4歳以上未勝利戦で念願のJRA初勝利を飾った。9月のオープン・清秋ジャンプステークスも勝利し2連勝。初の重賞挑戦で出走した11月の京都ジャンプステークスは5番人気に支持されたが、竹柵障害を飛越して着地した際にバランスを崩し、鞍上の難波剛健が落馬。無念の競走中止となった。

### 7歳（2023年）
7歳シーズンは1月の中山新春ジャンプステークスより始動。1番人気に支持されたが、3着に敗れた。2度目の重賞挑戦で出走した3月の阪神スプリングジャンプは単勝92.5倍の12頭中10番人気と全く期待されていなかったが、4コーナーから内を抜け出し、最終障害飛越後に逃げ粘るロードアクアを交わしてゴール。7歳・30戦目にして念願の重賞初優勝を果たした。鞍上の小野寺祐太も、デビュー15年目での重賞初優勝を飾った。7月28日、同馬を管理する服部利之調教師が死去したため、馬房の臨時貸付を受けた大橋勇樹厩舎に翌29日付で一時転厩となり、その後庄野靖志厩舎へ転厩した。そして、12月2日のイルミネーションジャンプステークスで9か月ぶりに復帰したが9着という結果に終わる。

### 8歳（2024年）
2月11日京都ダート1800mの4歳以上1勝クラスで始動し5着と掲示板を確保する。連覇がかかった阪神スプリングジャンプでは好位追走も直線で伸びを欠き8着に敗れ、その後平地競走を2戦するがいずれも10着と大敗した。10月13日の東京ハイジャンプ9着が最後のレースとなり、10月31日付けでJRAの競走馬登録を抹消された。引退後は京都競馬場で乗馬となる予定。

## 競走成績
以下の内容は、netkeiba.comおよびJBISサーチの情報に基づく。
| 競走日     | 競馬場 | 競走名             | 格      | 距離（馬場）  | 頭 数 | 枠 番 | 馬 番 | オッズ （人気） | 着順     | タイム （上り3F） | 着差     | 騎手        | 斤量 [kg] | 1着馬（2着馬）         | 馬体重 [kg] |
| ---------- | ------ | ------------------ | ------- | ------------- | ----- | ----- | ----- | --------------- | -------- | ----------------- | -------- | ----------- | --------- | ---------------------- | ----------- |
| 2019.05.11 | 新潟   | 3歳未勝利          |         | ダ1800m（良） | 10    | 5     | 5     | 019.60（5人）   | 10着     | R1:58.4（42.8）   | -4.7     | 0加藤祥太   | 55        | カセノウィナー         | 452         |
| 0000.06.08 | 阪神   | 3歳未勝利          |         | ダ1200m（不） | 15    | 2     | 2     | 164.7（13人）   | 08着     | R1:12.5（36.9）   | -0.7     | 0加藤祥太   | 55        | メイショウアマギ       | 460         |
| 0000.07.13 | 福島   | 3歳未勝利          |         | ダ1150m（重） | 16    | 8     | 15    | 029.60（9人）   | 11着     | R1:10.0（38.1）   | -1.1     | 0菊沢一樹   | 55        | マイネルナイペス       | 464         |
| 0000.11.13 | 名古屋 | C15組              |         | ダ1400m（良） | 9     | 3     | 3     | 001.40（1人）   | 01着     | R1:31.9（39.8）   | -1.0     | 0戸部尚実   | 56        | （サバイバルルージュ） | 482         |
| 0000.11.27 | 名古屋 | 宇連川特別         | C16     | ダ1600m（良） | 11    | 4     | 4     | 006.20（3人）   | 03着     | R1:45.1（39.8）   | -2.0     | 0戸部尚実   | 56        | メモリーバリケード     | 480         |
| 0000.12.11 | 名古屋 | C20組              |         | ダ1400m（良） | 10    | 8     | 9     | 001.30（1人）   | 02着     | R1:32.6（38.7）   | -0.0     | 0戸部尚実   | 56        | シンボリジョーク       | 479         |
| 2020.03.23 | 名古屋 | C24組              |         | ダ1400m（良） | 9     | 7     | 7     | 001.00（1人）   | 01着     | R1:32.8（39.6）   | -0.4     | 0戸部尚実   | 56        | （クライストチャーチ） | 474         |
| 0000.04.08 | 名古屋 | C17組              |         | ダ1400m（良） | 10    | 7     | 8     | 001.10（1人）   | 02着     | R1:31.3（39.3）   | -0.2     | 0戸部尚実   | 56        | サンマルトレジャー     | 471         |
| 0000.05.04 | 名古屋 | C16組              |         | ダ1400m（良） | 9     | 4     | 4     | 001.30（1人）   | 01着     | R1:30.5（38.5）   | -0.3     | 0戸部尚実   | 56        | （フジジェットレディ） | 470         |
| 0000.07.22 | 名古屋 | C9組               |         | ダ1400m（不） | 11    | 3     | 3     | 001.40（1人）   | 01着     | R1:31.9（39.0）   | -0.4     | 0戸部尚実   | 56        | （メイショウペルム）   | 481         |
| 0000.08.21 | 名古屋 | 油ヶ淵特別         | C1      | ダ1400m（良） | 9     | 7     | 7     | 001.40（1人）   | 02着     | R1:32.1（39.1）   | -0.1     | 0戸部尚実   | 56        | エリーグローリー       | 483         |
| 0000.09.18 | 名古屋 | C3組               |         | ダ1400m（良） | 11    | 1     | 1     | 001.50（1人）   | 01着     | R1:30.4（38.3）   | -1.0     | 0戸部尚実   | 56        | （シャンパンムーン）   | 488         |
| 0000.10.11 | 京都   | 3歳上1勝クラス     |         | ダ1800m（重） | 11    | 5     | 5     | 032.70（9人）   | 06着     | R1:52.3（37.2）   | -0.9     | 0小牧太     | 57        | ホッコーアカツキ       | 474         |
| 0000.10.24 | 京都   | 3歳上1勝クラス     |         | ダ1800m（重） | 11    | 7     | 8     | 027.40（7人）   | 07着     | R1:52.2（36.7）   | -3.6     | 0小牧太     | 57        | アメリカンシード       | 474         |
| 0000.11.23 | 阪神   | 3歳上1勝クラス     |         | ダ2000m（良） | 10    | 8     | 9     | 113.6（10人）   | 08着     | R2:10.5（38.7）   | -2.1     | 0水口優也   | 57        | ロードセッション       | 470         |
| 0000.12.27 | 阪神   | 3歳上1勝クラス     |         | ダ1800m（良） | 15    | 6     | 11    | 320.8（15人）   | 13着     | R1:56.2（39.3）   | -2.8     | 0難波剛健   | 57        | ロッキーサンダー       | 478         |
| 2021.01.30 | 小倉   | 障害4歳上未勝利    |         | 障2860m（良） | 12    | 5     | 6     | 025.00（7人）   | 04着     | R3:15.0（13.6）   | -0.6     | 0難波剛健   | 60        | ディード               | 476         |
| 0000.02.20 | 小倉   | 障害4歳上未勝利    |         | 障2860m（良） | 12    | 3     | 3     | 010.40（5人）   | 03着     | R3:13.9（13.6）   | -0.7     | 0難波剛健   | 60        | ビルジキール           | 472         |
| 0000.03.06 | 小倉   | 障害4歳上未勝利    |         | 障2860m（重） | 12    | 8     | 12    | 008.80（5人）   | 競走中止 | 競走中止          | 競走中止 | 0難波剛健   | 60        | テイエムグッドマン     | 470         |
| 0000.06.20 | 阪神   | 3歳上1勝クラス     |         | ダ1800m（稍） | 16    | 7     | 14    | 200.3（16人）   | 14着     | R1:54.0（39.3）   | -2.5     | 0難波剛健   | 57        | オンザフェーヴル       | 472         |
| 2022.01.16 | 中京   | 4歳上1勝クラス     |         | ダ1800m（良） | 10    | 5     | 5     | 227.9（10人）   | 09着     | R1:55.9（38.2）   | -1.8     | 0小牧太     | 57        | ステイブルアスク       | 490         |
| 0000.02.12 | 小倉   | 障害4歳上未勝利    |         | 障2860m（良） | 10    | 4     | 4     | 012.90（6人）   | 10着     | R3:15.2（13.7）   | -7.3     | 0難波剛健   | 60        | ルヴォルグ             | 490         |
| 0000.03.06 | 阪神   | 障害4歳上未勝利    |         | 障2970m（良） | 7     | 4     | 4     | 016.10（4人）   | 02着     | R3:24.7（13.8）   | -0.1     | 0難波剛健   | 60        | ネビーイーム           | 492         |
| 0000.03.27 | 阪神   | 障害4歳上未勝利    |         | 障2970m（重） | 13    | 4     | 5     | 004.50（3人）   | 02着     | R3:22.9（13.7）   | -0.4     | 0難波剛健   | 60        | アレデラヴァン         | 488         |
| 0000.04.23 | 福島   | 障害4歳上未勝利    |         | 障2750m（良） | 14    | 6     | 9     | 004.40（2人）   | 01着     | R3:03.0（13.3）   | -1.6     | 0難波剛健   | 60        | （タイセイトレイル）   | 480         |
| 0000.09.24 | 中山   | 清秋ジャンプS      | OP      | 障3210m（不） | 14    | 1     | 1     | 015.20（7人）   | 01着     | R3:45.7（14.1）   | -0.6     | 0難波剛健   | 60        | （マイネルグロン）     | 480         |
| 0000.11.12 | 阪神   | 京都ジャンプS      | J・GIII | 障3140m（良） | 13    | 4     | 4     | 018.50（5人）   | 競走中止 | 競走中止          | 競走中止 | 0難波剛健   | 60        | ホッコーメヴィウス     | 486         |
| 0000.12.10 | 阪神   | 障害3歳上OP        |         | 障3110m（良） | 14    | 8     | 13    | 003.50（1人）   | 競走中止 | 競走中止          | 競走中止 | 0難波剛健   | 61        | テーオーソクラテス     | 488         |
| 2023.01.07 | 中山   | 中山新春ジャンプS  | OP      | 障3200m（良） | 11    | 7     | 9     | 003.90（1人）   | 03着     | R3:38.7（13.7）   | -0.3     | 0難波剛健   | 61        | ダイシンクローバー     | 476         |
| 0000.03.11 | 阪神   | 阪神スプリングJ    | J・GII  | 障3900m（良） | 12    | 7     | 9     | 092.5（10人）   | 01着     | R4:21.6（13.4）   | -0.6     | 0小野寺祐太 | 60        | （ロードアクア）       | 478         |
| 0000.12.02 | 中山   | イルミネーションJS | OP      | 障3570m（良） | 14    | 2     | 2     | 012.30（5人）   | 09着     | R4:03.5（13.6）   | -5.6     | 0小野寺祐太 | 62        | ロックユー             | 480         |
| 2024.03.09 | 阪神   | 阪神スプリングJ    | J･GII   | 障3900m（良） | 10    | 1     | 1     | 015.70（4人）   | 08着     | R4:27.1（13.7）   | -3.2     | 0小野寺祐太 | 61        | マイネルグロン         | 492         |
| 0000.10.13 | 東京   | 東京ハイJ          | J･GII   | 障3110m（良） | 9     | 5     | 5     | 063.00（9人）   | 09着     | R3:31.2（13.6）   | -6.4     | 0小坂忠士   | 61        | ジューンベロシティ     | 492         |

1. ↑  障害戦は平均1F

## 血統表
| ジェミニキングの血統                           | ジェミニキングの血統                                 | ジェミニキングの血統 | （血統表の出典）   | （血統表の出典） |
| 父系                                           | ニアークティック系                                   | ニアークティック系   | ニアークティック系 |                  |
| 父 トランセンド 2006 鹿毛 北海道新冠町         | 父の父*ワイルドラッシュ Wild Rush 1994 鹿毛 アメリカ | Wild Again           | Icecapade          | Icecapade        |
| 父 トランセンド 2006 鹿毛 北海道新冠町         | 父の父*ワイルドラッシュ Wild Rush 1994 鹿毛 アメリカ | Wild Again           | Bushel-n-Peck      |                  |
| 父 トランセンド 2006 鹿毛 北海道新冠町         | 父の父*ワイルドラッシュ Wild Rush 1994 鹿毛 アメリカ | Rose Park            | Plugged Nickle     | Plugged Nickle   |
| 父 トランセンド 2006 鹿毛 北海道新冠町         | 父の父*ワイルドラッシュ Wild Rush 1994 鹿毛 アメリカ | Rose Park            | Hardship           |                  |
| 父 トランセンド 2006 鹿毛 北海道新冠町         | 父の母シネマスコープ 1993 栗毛 北海道新冠町          | *トニービン          | *カンパラ          | *カンパラ        |
| 父 トランセンド 2006 鹿毛 北海道新冠町         | 父の母シネマスコープ 1993 栗毛 北海道新冠町          | *トニービン          | Severn Bridge      |                  |
| 父 トランセンド 2006 鹿毛 北海道新冠町         | 父の母シネマスコープ 1993 栗毛 北海道新冠町          | ブルーハワイ         | *スリルショー      | *スリルショー    |
| 父 トランセンド 2006 鹿毛 北海道新冠町         | 父の母シネマスコープ 1993 栗毛 北海道新冠町          | ブルーハワイ         | *サニースワップス  |                  |
| 母 ピシーズクイーン 2007 鹿毛 北海道新ひだか町 | 母の父*アグネスデジタル 1997 栗毛 アメリカ           | Crafty Prospector    | Mr. Prospector     | Mr. Prospector   |
| 母 ピシーズクイーン 2007 鹿毛 北海道新ひだか町 | 母の父*アグネスデジタル 1997 栗毛 アメリカ           | Crafty Prospector    | Real Crafty Lady   |                  |
| 母 ピシーズクイーン 2007 鹿毛 北海道新ひだか町 | 母の父*アグネスデジタル 1997 栗毛 アメリカ           | Chancey Squaw        | Chief's Crown      | Chief's Crown    |
| 母 ピシーズクイーン 2007 鹿毛 北海道新ひだか町 | 母の父*アグネスデジタル 1997 栗毛 アメリカ           | Chancey Squaw        | Allicance          |                  |
| 母 ピシーズクイーン 2007 鹿毛 北海道新ひだか町 | 母の母タカミツクイーン 1999 鹿毛 北海道静内町        | *ジョリーズヘイロー  | Halo               | Halo             |
| 母 ピシーズクイーン 2007 鹿毛 北海道新ひだか町 | 母の母タカミツクイーン 1999 鹿毛 北海道静内町        | *ジョリーズヘイロー  | Jolie Jolie        |                  |
| 母 ピシーズクイーン 2007 鹿毛 北海道新ひだか町 | 母の母タカミツクイーン 1999 鹿毛 北海道静内町        | マルサンホマレ       | *サティンゴ        | *サティンゴ      |
| 母 ピシーズクイーン 2007 鹿毛 北海道新ひだか町 | 母の母タカミツクイーン 1999 鹿毛 北海道静内町        | マルサンホマレ       | イチガヤヒメ       |                  |
| 母系(F-No.)                                    | (FN:16-e)                                            | (FN:16-e)            | (FN:16-e)          |                  |
| 5代内の近親交配                                | なし                                                 | なし                 | なし               |                  |
| 出典                                           | 1.                                                   | 1.                   | 1.                 | 1.               |

- 祖母タカミツクイーンの半兄に2001年金鯱賞など重賞3勝のミッキーダンスがいる。